# بايكونور (مترو ألماتي)
بايكونور (بالقازاقية: Байқоңыр)، هي محطة قطارات للخط 1 لمترو ألماتي بكازاخستان، افتتح في 1 ديسمبر 2011، وسميت إشارة لمركز بايكونور الفضائي.